# 莫里遜層
莫里遜層，或譯莫里森層或摩里山層，是位於美國西部與加拿大的一系列侏羅紀晚期的沉積岩。是北美洲產有最多恐龍化石的地層。組成的岩石種類包括泥岩、砂岩、粉砂岩以及石灰岩，顏色呈現淺灰色、灰綠色或紅色。大多數化石出現在綠色的沙泥岩床與其下方的沙岩，屬於侏儸紀時期的河流與氾濫平原之殘留物。
莫里遜層的中心位於美國的懷俄明州與科羅拉多州，突出部分位於美國的蒙大拿州、北達科他州、南達科他州、內布拉斯加州、堪薩斯州，以及加拿大的薩克其萬省、亞伯達省。另有一些狹長部分位於奧克拉荷馬州、德克薩斯州、新墨西哥州、亞歷桑那州、猶他州與愛達荷州。總涵蓋面積約150萬平方公里。但是其中受考古學家挖掘研究的只有小部分。其餘超過75%的區域則有不同的現況：從大草原向東仍然是掩埋的狀態；較大的一部分則在因為西邊的落磯山脈成形而受侵蝕進而摧毀。
莫里遜層之名源自科羅拉多州莫里遜，這裡也是阿圖·萊克斯在1877年首先發現化石的地方。同年，此地成為奧斯尼爾·馬許和愛德華·德林克·科普展開骨頭大戰（Bone Wars）的地方。
除了化石以外，莫里遜層也是科羅拉多、新墨西哥與猶他三州的主要鈾礦地層。

## 地質史
根據放射性定年法，莫里遜層的年代測定下起1億5630萬年前(誤差值± 2百萬年)；上至1億4680萬年前(誤差值± 1百萬年)，約為早啟莫里階至晚提通階。該層的年代和德國的索爾恩霍芬石灰岩及坦尚尼亞的坦達格魯層類似。而該層的年代及動物相和葡萄牙的勞爾哈層有高度重疊。該層貫穿整個美國西部，並覆蓋多個侏羅紀中期的地層，如薩默維爾層、聖丹斯層、鈴牧場層及矮胖子層。
當時勞亞大陸剛剛將北美洲與歐亞大陸分開，但兩者之間仍有陸橋連繫。北美洲逐漸向北漂移並離開副熱帶地區。
莫里遜盆地(美國新墨西哥州一直向北延伸至加拿大薩克其萬省艾伯塔)是由內華達造山運動形成的，此運動為日後洛磯山脈向西推移的前導運動，其河流流域向東，來源從麋鹿高地(今天內華達跟猶他邊境)向下沉積至沼澤低地、湖泊、河道及氾濫平原，最終形成莫里遜層。
在北邊，聖丹斯海(北冰洋的延伸)，從加拿大延伸至美國。在莫里遜層蒙大拿州的部分有發現煤，這意味著在該層北部沿海地帶，是有植被覆蓋的溼地及沼澤。該層南部則發現有風蝕現象的痕跡，這表明在該層南部較乾旱，可能為沙漠，並擁有沙丘。

## 年代地層

位於猶他州格蘭德縣白洗段附近的鹽洗段模式地點。可見莫里遜層在磚塊紅的夏日莊層上方。

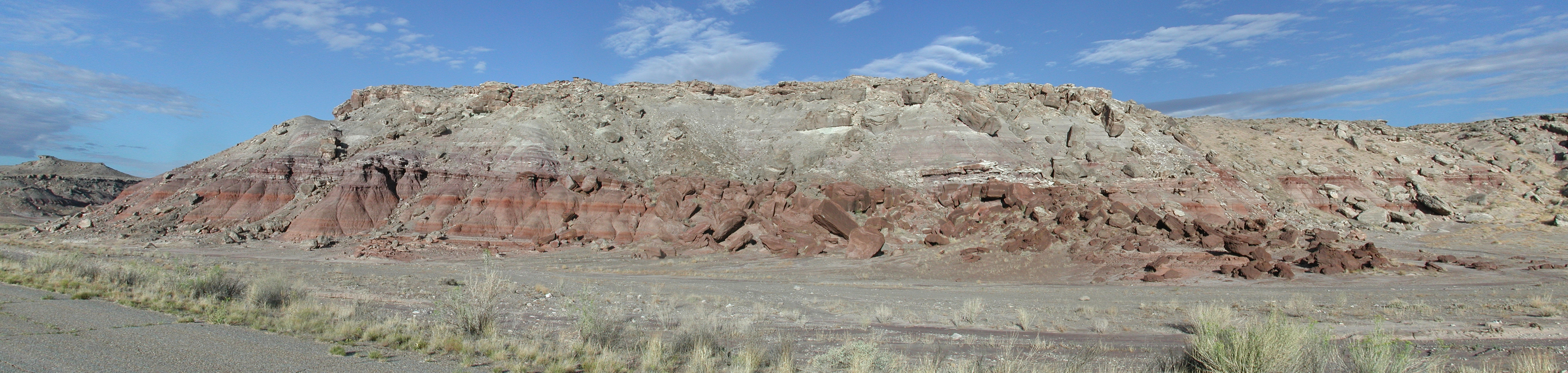
侏羅紀—白堊紀界線可見莫里遜層的紅紫色岩床突兀的將在其上層的雪松山層黃褐色及灰色的岩床分隔。此界線叫K1不整合，潔西扭曲線，位於猶他州綠河市的西南方。

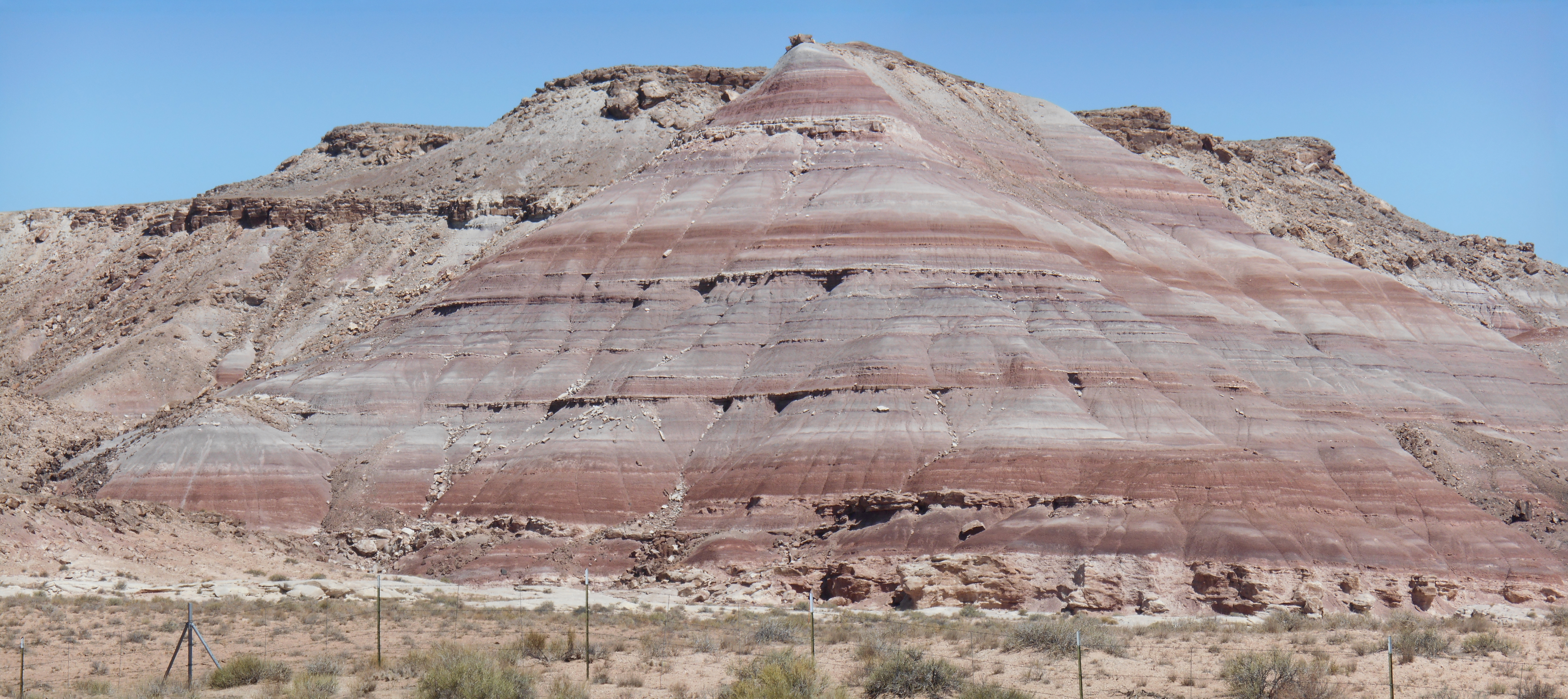
灌木叢盆地段可見紅紫色的古土壤。猶他州艾麥里縣的東聖拉斐爾隆地。

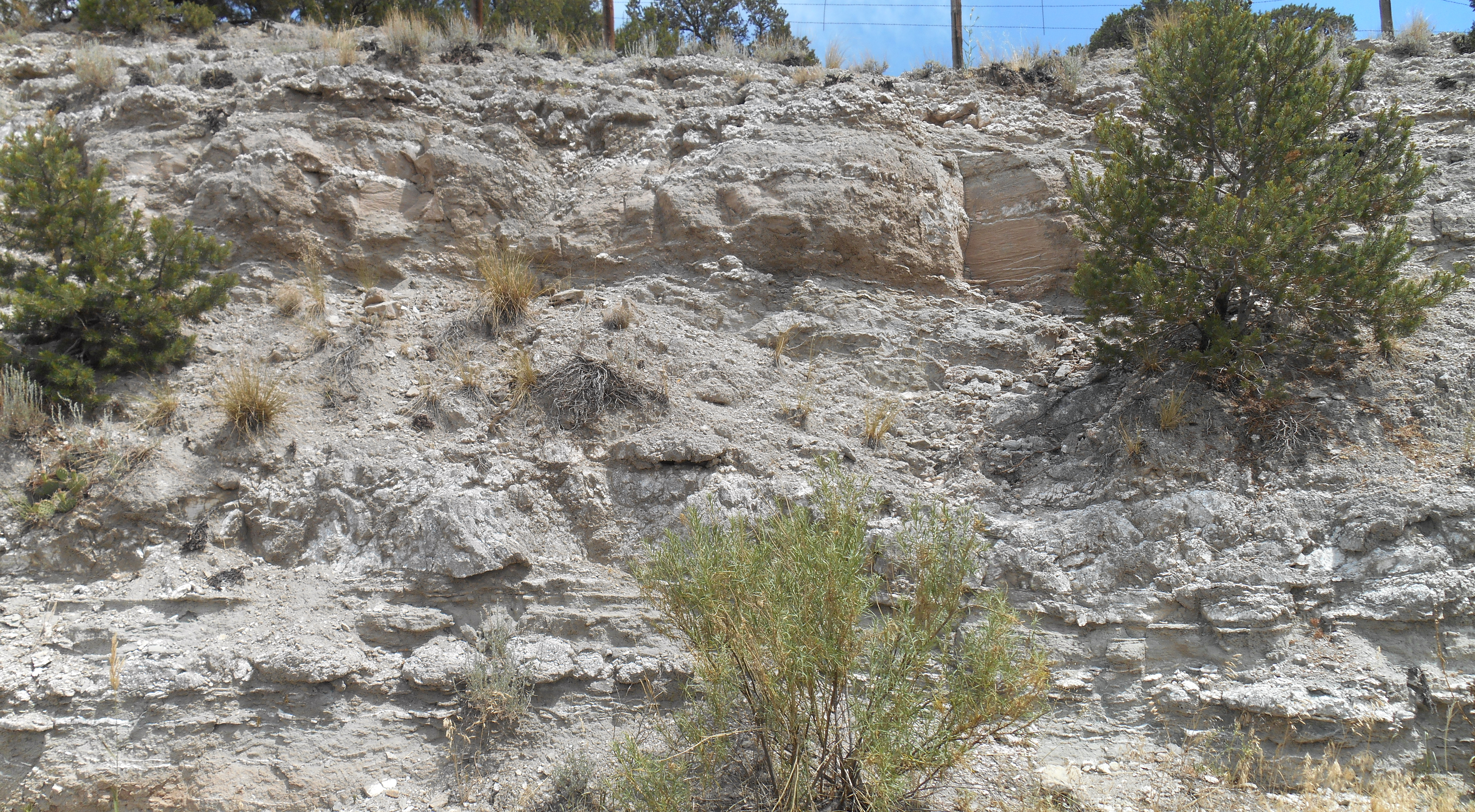
位於科羅拉弗里蒙特郡露出的拉爾斯頓溪段的石膏岩相。

莫里遜層又分為各個不同段，這些段廣泛分佈於地層中，下表為莫里遜層各段:
- 峭壁砂石段 (AZ, CO, NM, UT):完美分隔的淺棕色至白色砂岩，具有大顆粒和燧石成分，可能為沉積在沙丘邊緣的風蝕環境。

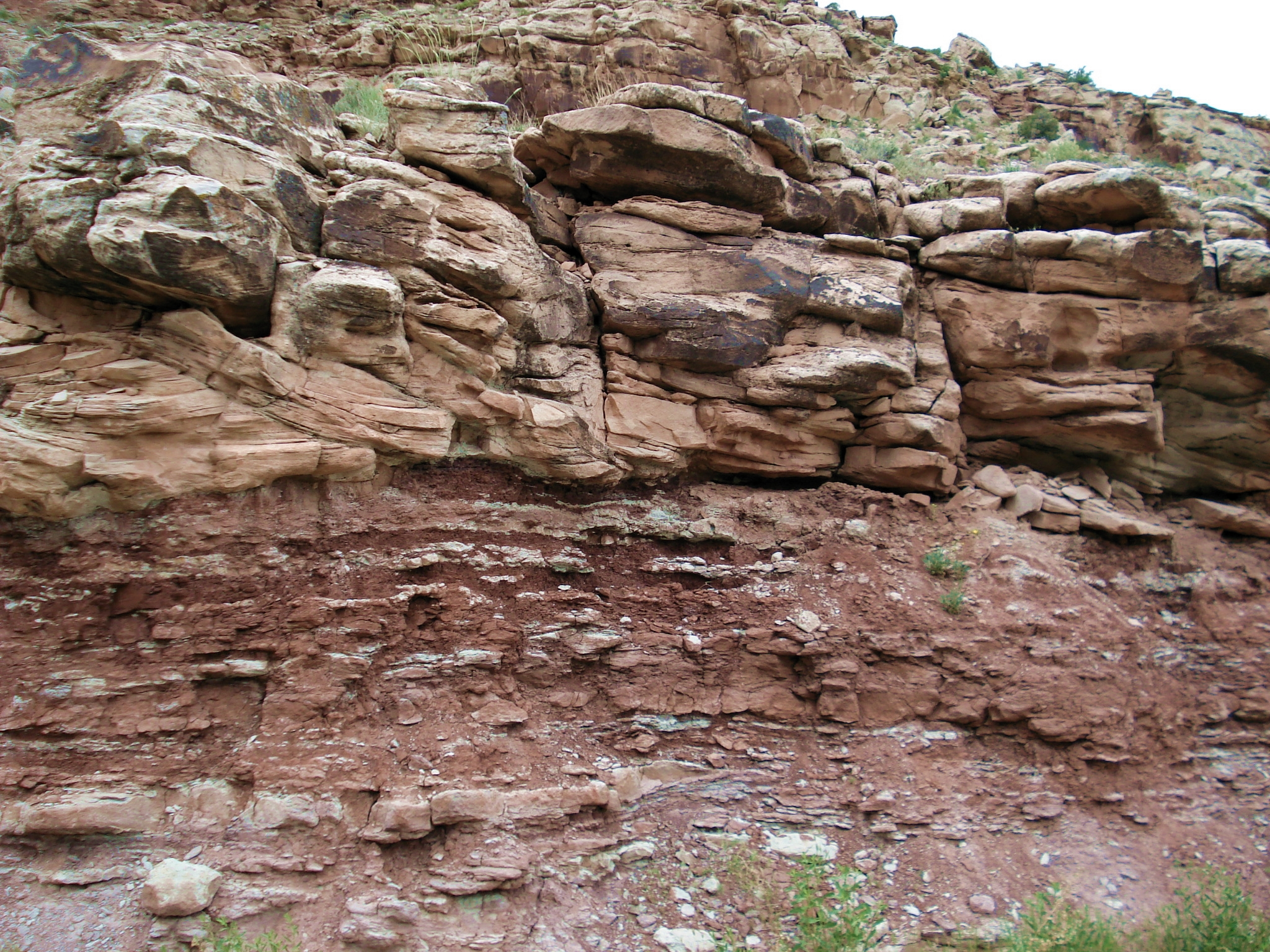
猶他州南部西斯可郡的泰德維段泛紅的泥岩覆蓋在鹽洗段的泛白砂岩之下。

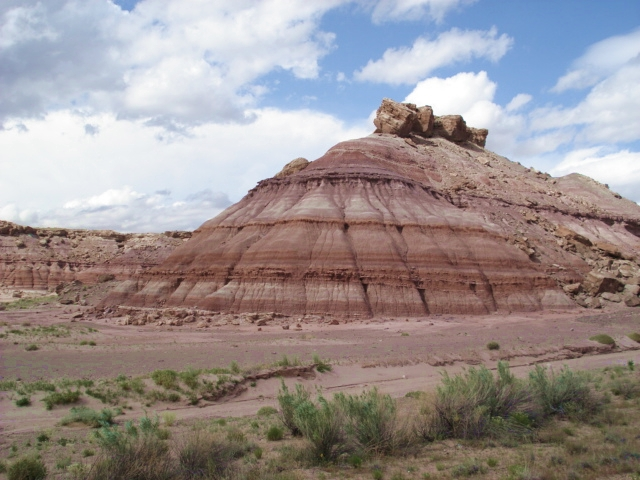
科羅拉多高原上的灌木叢盆地段

- 灌木叢盆地段 (AZ, CO, NM, UT):礫岩夾雜泥岩，50%由玻璃灰組成，其來源是長石英質灰剝落。沉積環境可能為河流-湖泊環境；湖泊可能為旱湖形式。

- 五十英里段 (UT):大部分位於卡帕洛威茲盆地，由砂岩、泥岩和少許礫岩組成。該段為莫里遜層的最上段，和達科他層（英语：Dakota Formation）相連。

- 傑克派爾砂岩段 (NM):主要是有黏土基質的白色交叉層亞長石砂岩。

## 化石內容

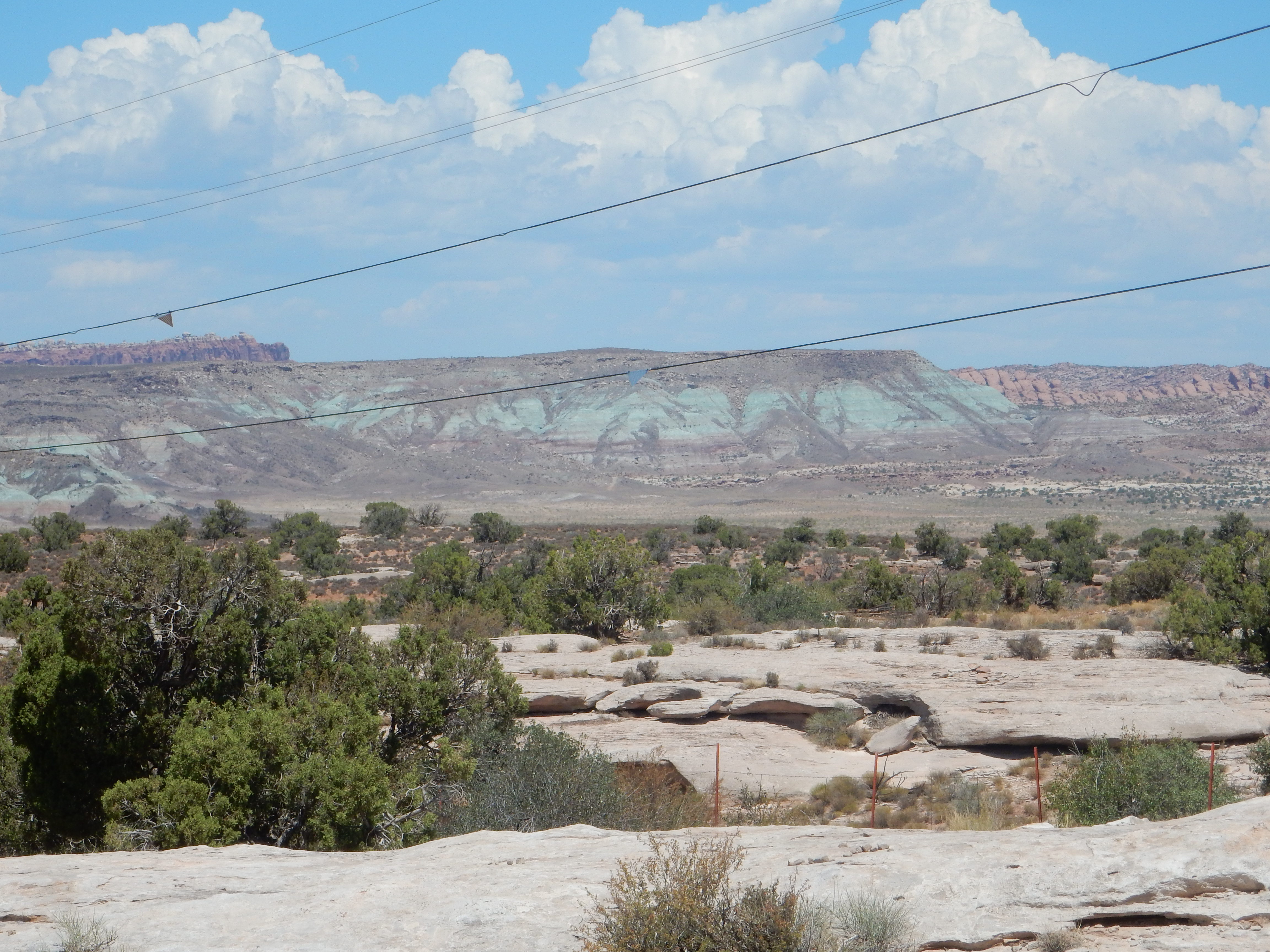
Bluish beds of the Brushy Basin Member containing alkali minerals deposited in Lake T'oo'dichi'

## 延伸閱讀

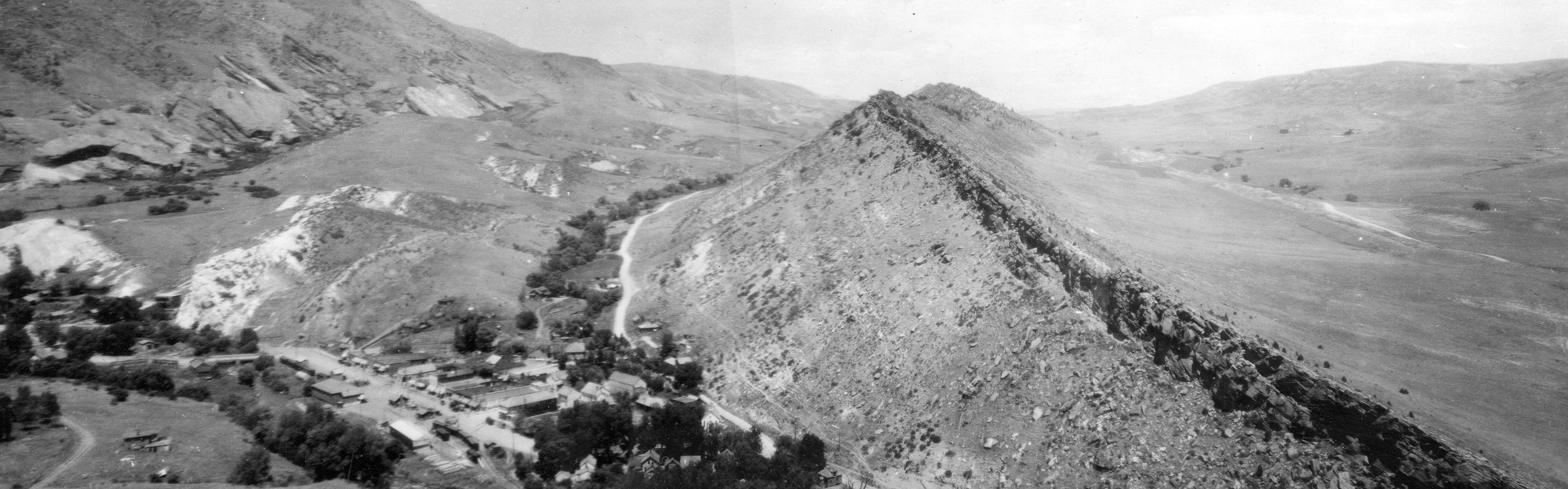
莫里遜層的模式地點

- Foster, J. 2007. Jurassic West: The Dinosaurs of the Morrison Formation and Their World. Indiana University Press. 389pp.
- Foster, J.R. 2003. Paleoecological Analysis of the Vertebrate Fauna of the Morrison Formation (Upper Jurassic), Rocky Mountain Region, U.S.A. Albuquerque, New Mexico: New Mexico Museum of Natural History and Science. Bulletin 23.
- Jenkins, J.T. and J.L. Jenkins. 1993. Colorado's Dinosaurs. Denver, Colorado: Colorado Geologic Survey. Special Publication 35.
- Mateus, O. 2006. Late Jurassic dinosaurs from the Morrison Formation, the Lourinhã and Alcobaça Formations (Portugal), and the Tendaguru Beds (Tanzania): a comparison. in Foster, J.R. and Lucas, S. G. R.M., eds., 2006, Paleontology and Geology of the Upper Jurassic Morrison Formation. New Mexico Museum of Natural History and Science Bulletin 36: 223-231.

## 外部連結
- Morrison Natural History Museum （页面存档备份，存于） home page.
- Dinosaurs and the History of Life, Columbia University lecture on the Morrison Formation.
- Geology of the (Dinosaur National Monument) Quarry, from the National Park Service.
- Spatial distribution of Morrison in Macrostrat.
- Paleobiology Database: Dalton Well Dinosaur Track Site (Morrison Formation): Late/Upper Jurassic, Utah （页面存档备份，存于）
- Paleobiology Database: Black Ridge Dinosaur Track Site (Morrison Formation): Late/Upper Jurassic, Colorado （页面存档备份，存于）
- Catalogue of Morrison mammals (bottom of the page)
- NPS.gov: "About the Morrison Formation in Dinosaur National Monument （页面存档备份，存于）
- Britannica.com: Morrison Formation geology （页面存档备份，存于）